# Pedregal (Panamá)
Pedregal es un corregimiento del distrito de Panamá, ubicado en la zona  noreste del área metropolitana de la Ciudad de Panamá.

## Historia
La comunidad de Pedregal surgió por la emigración de pobladores de otros corregimientos del distrito de Panamá, como El Chorrillo y Calidonia, beneficiados por programas habitacionales de bajo costo.=Corregimiento de Pedregal|</ref> Su nombre viene del hecho de estar ubicada cerca del río Tapia y de sus caminos pedregosos. El actual corregimiento se fundó mediante el Acuerdo municipal n.º 70 del 23 de junio de 1960, bajo la presidencia de Ernesto de la Guardia, el presidente que le puso por nombre "Pedregal" al corregimiento.

## Geografía
Sus límites son:

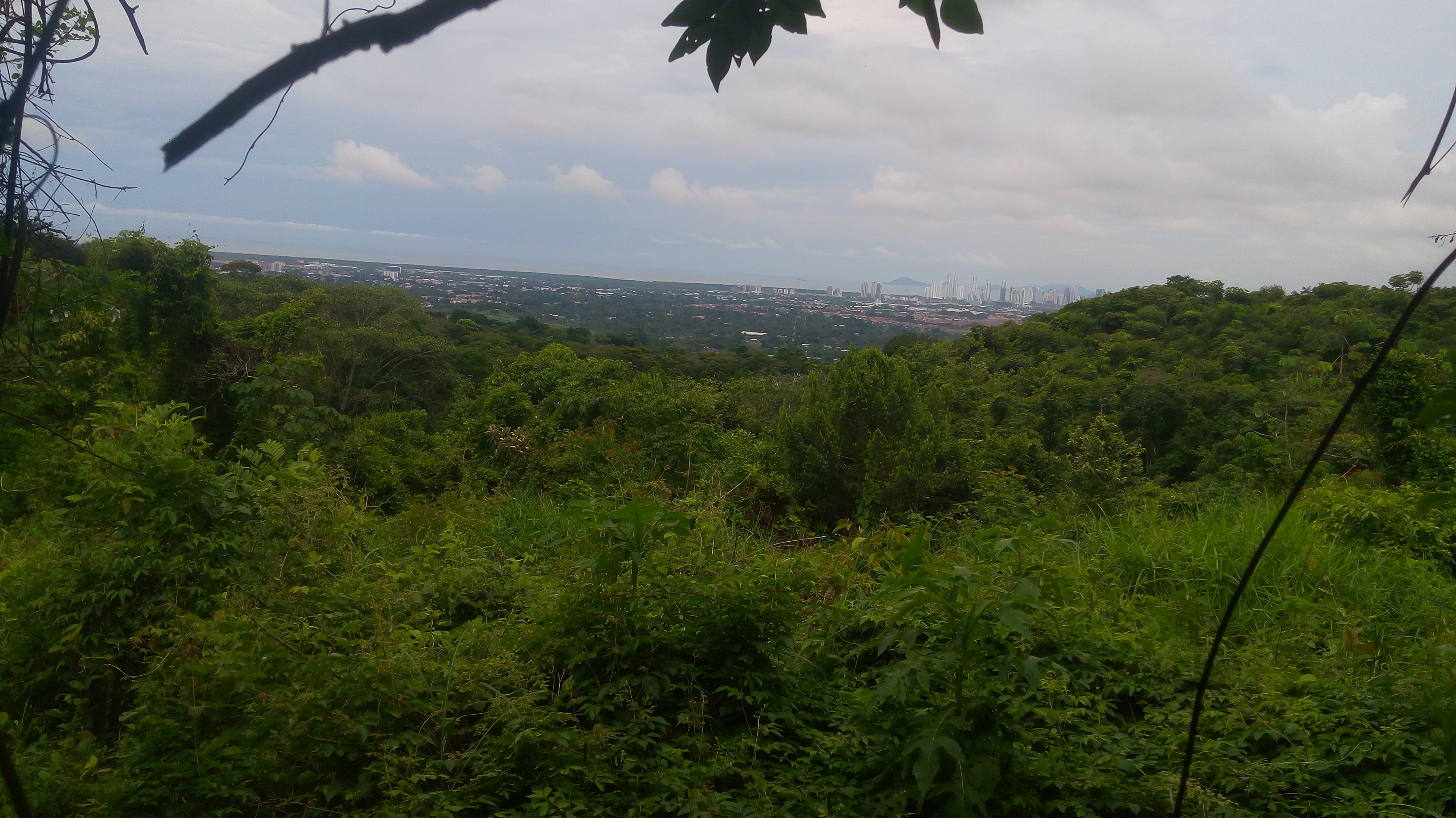
Vista desde Altos de Pedregal a la Ciudad de Panamá

- Al norte y este: con el río Tapia en toda su extensión, cerca del monumento de triangulación n.° 12 hasta la vía Tocumen;
- Al sur: con la vía Tocumen, tramo comprendido entre los ríos Tapia y Juan Díaz;
- Al oeste: con el río Juan Díaz desde el cruce de la vía Tocumen, hasta el ramal que nace en el monumento de triangulación n.° 12, cerca del caserío El Cacao, limitando con el corregimiento de Ernesto Córdoba Campos.

Este corregimiento posee su máxima elevación en el cerro Tapia (447 m), quien comparte con el corregimiento de Las Mañanitas.
En este corregimiento nacen los ríos El Naranjal, Juan Díaz quien sirve como límite con el corregimiento de Ernesto Córdoba Campos y el distrito de San Miguelito; y el río Tapia que sirve como límite con el corregimiento de Las Mañanitas, además de otras quebradas relevantes que nacen en el corregimiento. Si de acuerdo con la dirección de los ríos

## Barrios
La expansión comercial del corregimiento ha dado como resultado la creación de diversas empresas en las que su urbe se expande (Rana de oro, Parador, Montería) a lo largo de la vía José Agustín Arango. El corregimiento de Pedregal está compuesto por una extensa cantidad de sectores, entre ellos: Mirador Balmoral, Balmoral, Villa Lobos, Montería, San Joaquín, El Porvenir, Nazareno, Santa Cruz, Villa Cecilia, Rana de Oro, Altos de Pedregal, Buenos Aires, Riviera, Piquera, Ersa, Florida, Primavera, La Paz, 8 de Diciembre, San José, Sector 79, 18 de Abril, Esperanza, Nueva Esperanza, Santa Marta, Rialengo, Naranjal, Santa Bárbara, Concordia, Trapichito, Cacao. Dentro de las localidades ya mencionadas encontramos diferentes actividades de interés, recreativas y comerciales a lo largo de los barrios que comprenden el territorio de Pedregal. Cabe destacar también, que en cada una de estas zonas hay una gran cantidad de comercios de todo tipo, tales como: Mini-supermercados, salones de belleza, ferreterías, estaciones de gasolina, restaurantes, talleres, etc.